# Yamazaki Taihō
Yamazaki Taihō (jap. 山崎 大抱; * 1908 in der Präfektur Kōchi in Japan; † Januar 1991 in Japan) war ein japanischer Maler und Kalligraph.
Yamazaki Taihō studierte Kalligraphie bei den Lehrern Kawatani Ōun und Tejima Yūkei. Er war ein wichtiger Vertreter der modernen Malerei Japans nach dem Zweiten Weltkrieg.
Yamazaki Taihō war Mitglied der Künstlervereinigung Dokuritsu Shodō-kai (Vereinigung der unabhängigen Shodō-Künstler, gegründet am 28. April 1952, im Jahr 1967 umbenannt in: Dokuritsu Shojindan) und vom März 1987 bis zu seinem Tod im Januar 1991 deren Repräsentant.
Yamazakis Tusche-Zeichnungen waren typisch für die moderne Abstrakte Malkunst Japans, die sich aus der jahrhundertealten Kunst der Kalligraphie entwickelte.
Yamazaki Taihō war mit drei Arbeiten auf der documenta II im Jahr 1959 in Kassel vertreten. Im April 1993 veranstaltete die Dokuritsu Shojindan eine große Retrospektive seiner Werke.